# The Kink Kontroversy
Albums de The Kinks
Kinda Kinks
(1964) Face to Face
(1966)
The Kink Kontroversy est un album des Kinks sorti en 1965. C'est un album de transition qui mêle les influences blues (Milk Cow Blues), des variations sur les hits des débuts (Till the End of the Day) et le futur style de composition de Ray Davies (I'm on an Island).
Le titre fait référence à la réputation du groupe sur scène (bagarres et émeutes en Europe, interdit de séjour aux États-Unis).

## Titres
Toutes les chansons sont écrites et composées par Ray Davies, sauf indication contraire.
| 1. | Milk Cow Blues                 | Sleepy John Estes, arr. The Kinks | 3:44 |
| 2. | Ring the Bells                 |                                   | 2:21 |
| 3. | Gotta Get the First Plane Home |                                   | 1:49 |
| 4. | When I See That Girl of Mine   |                                   | 2:12 |
| 5. | I Am Free                      | Dave Davies                       | 2:32 |
| 6. | Till the End of the Day        |                                   | 2:21 |

| 7.  | The World Keeps Going Round        |  | 2:36 |
| 8.  | I'm on an Island                   |  | 2:19 |
| 9.  | Where Have All the Good Times Gone |  | 2:53 |
| 10. | It's Too Late                      |  | 2:37 |
| 11. | What's in Store for Me             |  | 2:06 |
| 12. | You Can't Win                      |  | 2:42 |

| 13. | Dedicated Follower of Fashion (en)                 |  | 3:05 |
| 14. | Sittin' On My Sofa                                 |  | 3:08 |
| 15. | When I See That Girl of Mine (démo)                |  | 2:01 |
| 16. | Dedicated Follower of Fashion (autre prise studio) |  | 3:01 |